# زانتوهومول
زانتوهومول (به انگلیسی: Xanthohumol) با فرمول شیمیایی C۲۱H۲۲O۵ یک ترکیب شیمیایی با شناسه پاب‌کم ۶۳۹۶۶۵ است. که جرم مولی آن ۳۵۴٫۳۹ g/mol می‌باشد. 